# Giæverrücken
Der Giæverrücken (norwegisch Giæverryggen, englisch Giaever Ridge) ist ein großer und verschneiter Gebirgszug im antarktischen Königin-Maud-Land. Er erstreckt sich über eine Länge von 112 km mit nordsüdlicher Ausdehnung an der Westflanke des Schytt-Gletschers.
Norwegische Kartografen kartierten ihn anhand von Vermessungen und Luftaufnahmen der Norwegisch-Britisch-Schwedischen Antarktisexpedition (1949–1952). Benannt ist er nach dem norwegischen Polarforscher John Schjelderup Giæver (1901–1970), Leiter dieser Forschungsreise.